# Carlo I di Romania
Carlo I di Romania, nato principe Carlo Eitel Federico Zefirino Ludovico di Hohenzollern-Sigmaringen (Sigmaringen, 20 aprile 1839 – Sinaia, 10 ottobre 1914), nato come principe della casa di Hohenzollern-Sigmaringen, fu eletto Domnitor (Signore) di Romania nell'aprile del 1866, a seguito del rovesciamento del potere di Alexandru Ioan Cuza, e fu proclamato re di Romania il 26 marzo 1881.
Fu il primo dei quattro sovrani della dinastia Hohenzollern-Sigmaringen, che regnò sulla nazione fino alla proclamazione della repubblica alla fine del 1947.
Durante il suo regno, condusse personalmente le truppe rumene durante la guerra russo-turca del 1877-78 e assunse il comando dell'esercito russo-rumeno durante l'assedio di Pleven. La nazione raggiunse la piena indipendenza dall'Impero ottomano con il Trattato di Berlino e acquisì la parte meridionale della Dobrogia dalla Bulgaria nel 1913. La politica interna era ancora dominata dalle ricche famiglie di proprietari terrieri organizzate contro il Partito Nazionale Liberale e contro il Partito Conservatore, che condussero le grandi rivolte dei contadini in Valacchia (parte meridionale della Romania) nell'aprile 1888 e in Moldavia (la metà settentrionale della Romania) nel marzo 1907.
Sposò la principessa Elisabetta di Wied nel 1869; la loro unica figlia, Maria, morì all'età di tre anni. La mancanza di eredi, portò ad essere primo in linea di successione il fratello maggiore di Carlo, Leopoldo, che nel 1880 rinunciò al titolo in favore del figlio Guglielmo che a sua volta rinunciò in favore del fratello minore Ferdinando, che divenne principe ereditario nel 1889 e Re di Romania nel 1914.

## Biografia

### Giovinezza
Carlo nacque a Sigmaringen il 20 aprile 1839, figlio del Principe Carlo Antonio di Hohenzollern-Sigmaringen e della moglie, Giuseppina di Baden; il principe Karl apparteneva quindi ad un ramo minore, cadetto, della dinastia degli Hohenzollern che allora governavano la Prussia, per poi diventare sovrani dell'Impero tedesco nel 1871. Aveva tre fratelli, Leopoldo, Antonio e Federico, e due sorelle, Stefania e Maria. Fu battezzato come Carlo Eitel Federico Zefirino Ludovico, principe di Hohenzollern-Sigmaringen.
Il Principe studiò a Dresda tra il 1850 ed il 1855, frequentò l'Università di Bonn, viaggiando poi in Francia, Spagna, Italia ed in Algeria. Nel 1859 entrò nell'Esercito prussiano e nel 1864 partecipò alla guerra contro la Danimarca, per il controllo dello Schleswig-Holstein. Nel 1866 divenne capitano di Cavalleria, 2° reggimento dragoni.

### Ascesa al trono

#### Domintor rumeno

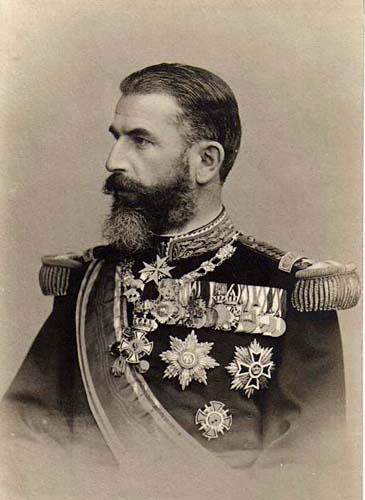
Carol I, Domintor di Romania.

Nel 1866 il sovrano rumeno Alexandru Ioan Cuza, detentore del titolo di Domintor di Romania, stato che dal 1862 riunva i principati di Moldavia e Valacchia, fu deposto. Dopo il rifiuto del Conte delle Fiandre, fratello del futuro Leopoldo II del Belgio, l'imperatore Napoleone III di Francia suggerì il principe Carlo di Hohenzollern-Sigmaringen. Ad aprile dello stesso anno, si tenne un plebiscito che elesse Carlo come nuovo monarca rumeno con 685.969 voti favorevoli, contro 224 contrari. Turchia, Austria e Russia erano contrari a questa candidatura, ma Bismarck, Cancelliere prussiano, li convinse a riconoscere il fatto compiuto. Carlo partì da Düsseldorf, sotto il finto nome di Karl Hettingen, e si recò a Zurigo, dove si procurò un passaporto per Odessa. Attraversò la Baviera, l'Austria e l'Ungheria, col pericolo d'essere riconosciuto e arrestato, giunse a Bazias per poi entrare solennemente il 22 maggio 1866, nella capitale, Bucarest. I primi anni del regno di Carlo I, in romeno Carol, non furono facili; alcuni nobili rumeni cercarono di deporlo dal trono, inoltre i partiti politici e specialmente le lotte tra i nobili (boiari) conservatori e la borghesia liberale causarono frequenti crisi ministeriali. Pesanti crisi politico economiche spinsero il Principe quasi ad abdicare. A non permettere ciò furono alcuni uomini politici, come Lascăr Catargiu, Carp, Brătianu, che ristabilirono l'autorità del sovrano nel paese. 

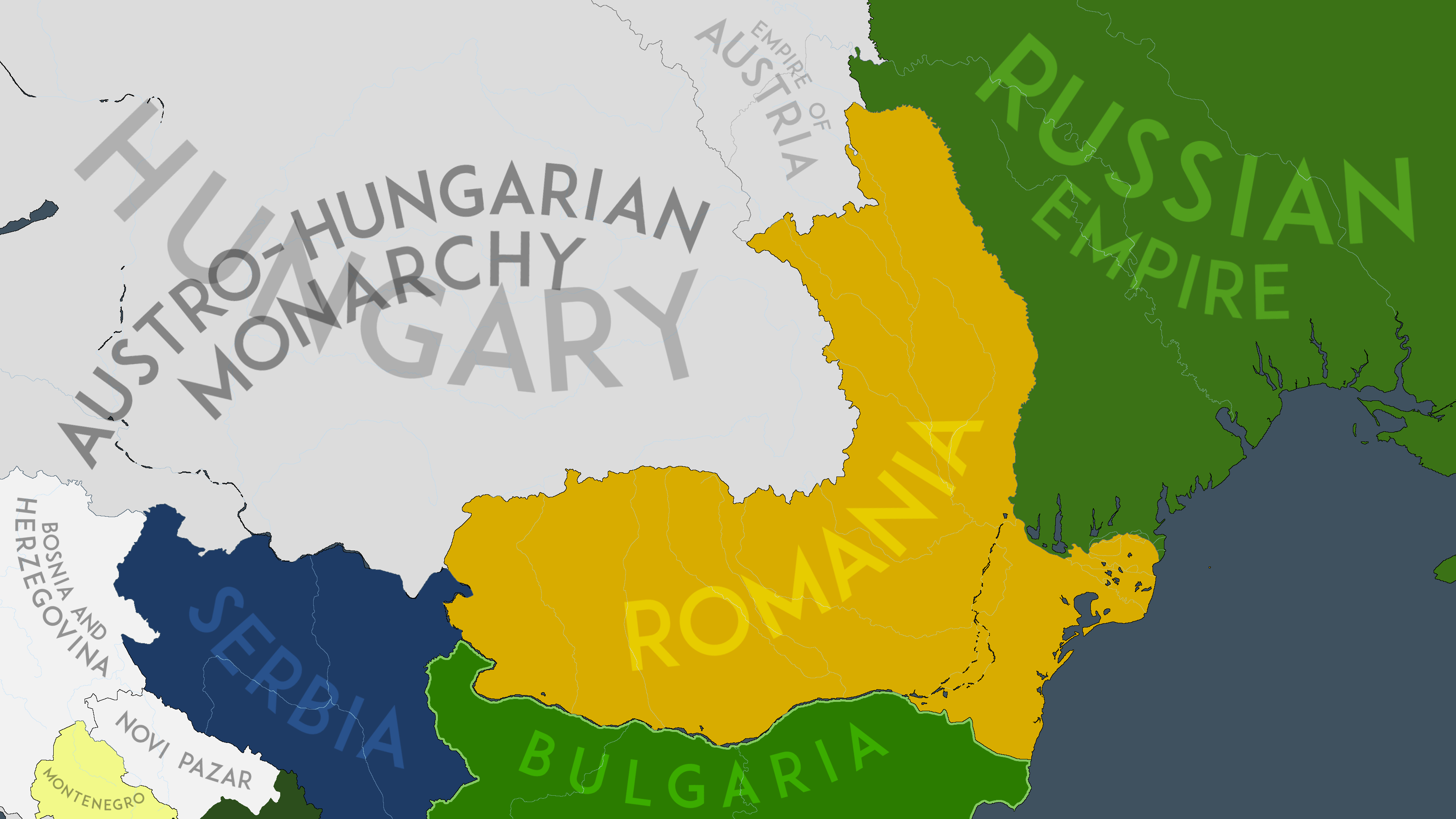
Regno di Romania (1878 - 1913).

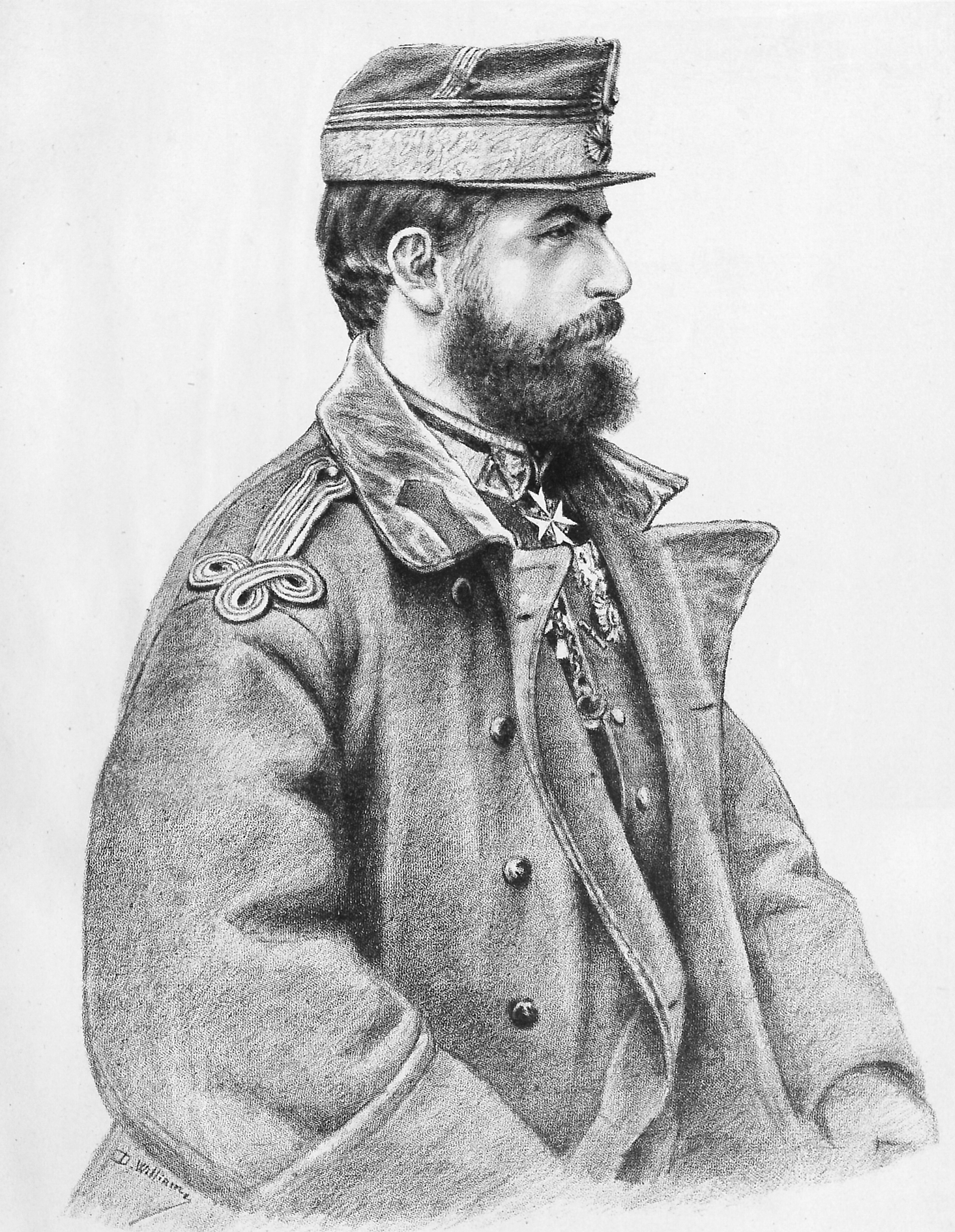
Carlo in uniforme militare.

Dopo la sua ascesa al trono, il Parlamento rumeno adottò il 29 giugno 1866, la prima Costituzione della Romania, che al tempo era una delle più avanzate; tale carta consentì lo sviluppo e la modernizzazione dello stato rumeno. Venne ignorato il fatto che allora il paese era ancora sotto la sovranità dell'Impero ottomano, azione che aprì la strada all'indipendenza. L'articolo 82 affermava: "I poteri del sovrano sono ereditari, a partire direttamente da Sua Maestà, il principe Carlo I di Hohenzollern-Sigmaringen, in linea maschile attraverso il diritto di primogenito, con l'esclusione delle donne e della loro prole. I discendenti di Sua Maestà saranno cresciuto nella religione ortodossa orientale." Con lo scoppio della Guerra Franco-Prussiana, combattuta fra il 1870 e 1871, gli atteggiamenti filo-tedeschi di Carlo destabilizzarono la sua posizione, che però si fortificò con la vittoria dell'esercito rumeno nella Guerra russo-turca, in particolare nell'Assedio di Pleven, dove il sovrano rumeno guidò le sue truppe in prima linea. Con la fine della guerra e il Congresso di Berlino, la Romania ottenne la completa autonomia dalla Turchia. Carlo I fu proclamato Re di Romania il 15 marzo 1881, giorno in cui la Costituzione venne modificata stabilendo, tra le altre cose, che da quel momento in poi il capo dello Stato avrebbe assunto il titolo di Sua Maestà, il Re di Romania.

#### Re di Romania

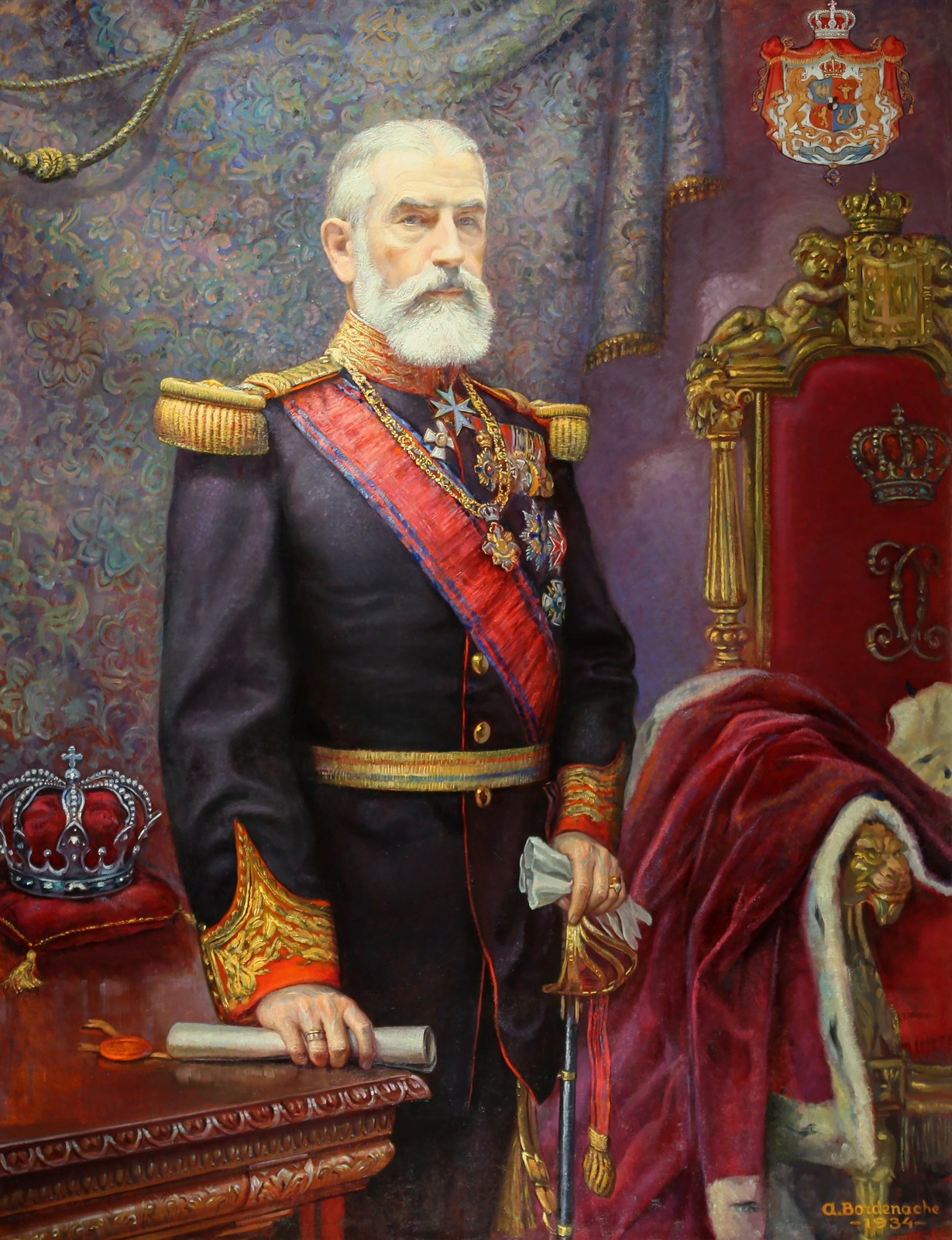
Ritratto di Carlo I, re di Romania.

Al di sopra degli interessi di partito e delle pressioni politiche, Carol I riuscì a trasformare la Romania in una moderna monarchia costituzionale. In virtù del suo diritto costituzionale di nominare il primo ministro, il Re sostenne il trasferimento del potere tra i liberali e i conservatori, i due partiti più importanti nel paese. Pensava che questo fosse l’unico modo per risolvere i problemi politici ed economici dello stato. Nel 1883 Carol I concluse un'alleanza con la Germania e l'Austria-Ungheria, che rimase un segreto di stato fino allo scoppio della Prima guerra mondiale. Promosse con notevole successo lo sviluppo degli interessi industriali e finanziari urbani e rafforzò significativamente l'apparato militare nazionale e l'istituzione

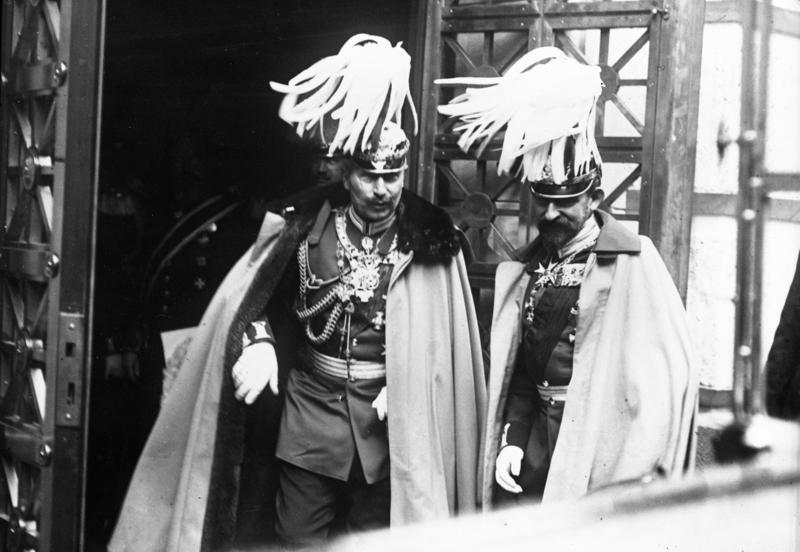
Carol assieme a Guglielmo II.

La sua negligenza nei confronti dei problemi rurali, in particolare della fame di terra dei contadini, trovò il suo apice nella sanguinosa rivolta contadina del 1907, che costò la vita a diverse migliaia di persone. Il suo governo portò grande dignità e stabilità all'amministrazione del governo, ma la sua manipolazione dei partiti politici perpetuò anche alcuni degli aspetti peggiori della vita pubblica rumena. Il 30 marzo 1889 designò il nipote Ferdinando, figlio del fratello Leopoldo, quale erede al trono dal momento che non aveva avuto figli con la moglie, la regina Elisabetta. Nel 1913 Carol I fu favorevole all'entrata della Romania nella Seconda guerra balcanica, mettendosi al comando delle truppe contro la Bulgaria; con i Trattati di Bucarest e di Costantinopoli, la nazione bulgara dovette cedere alla Romania la regione della Dobrugia meridionale. Fu favorevole all'ingresso nella Prima guerra mondiale a fianco delle potenze centrali, ma accettò la decisione del Consiglio della Corona di dichiarare la neutralità.

### Matrimonio

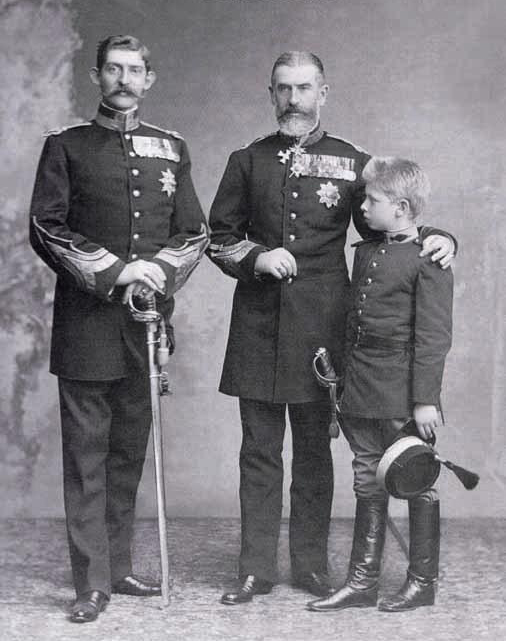
Carlo I assieme al nipote Ferdinando ed il figlio Carlo II.

Il 15 novembre 1869 Carlo, da qualche anno monarca della Romania, si sposò con la principessa Elisabetta di Wied, figlie di Ermanno, principe di Weid e della moglie, Maria di Nassau-Weilburg; la coppia ebbe solo una figlia, Maria di Romania, morta all'età di soli quattro anni.

### Morte

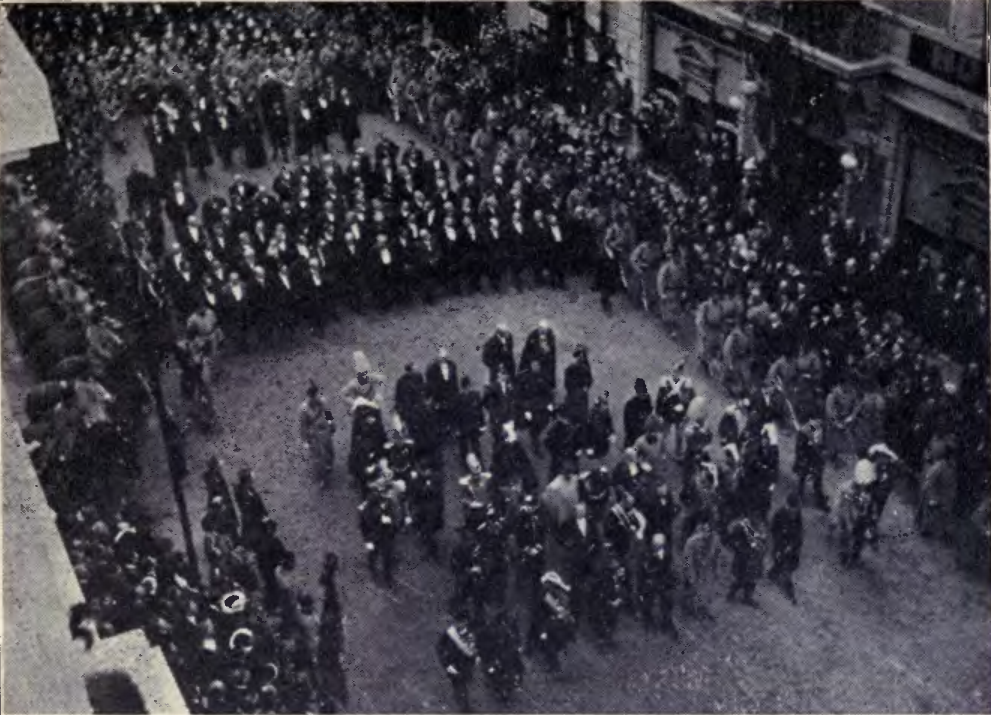
Funerali di Stato del re Carol I.

Carlo I di Romania morì il 10 ottobre 1914; la morte del sovrano rumeno capitò in mezzo a numerose tergiversazioni politiche, riguardanti la possibile adesione del paese nella Prima guerra mondiale, a fianco degli Imperi centrali o dell'Intesa. Questa morte improvvisa fece sorgere la voce, raccolta dalla stampa germanofila, ma non confermata, che fosse stato avvelenato dai fautori dell'Intesa.
Re Carlo regnò per 48 anni ed ebbe il merito di frenare i partiti, di superare terribili crisi, come quella commerciale del 1899 e l'insurrezione agraria del 1907, consolidando le basi del nuovo stato. A succedergli fu il nipote Ferdinando I di Romania che governò fino alla sua morte, avvenuta nel 1927 .

## Ascendenza
|                                           |                      |                                                 | Genitori                                       |  |  | Nonni |  |  | Bisnonni                                  |  |  | Trisnonni                                  |  |
|                                           |                      |                                                 |                                                |  |  |       |  |  | Antonio Luigi di Hohenzollern-Sigmaringen |  |  | Carlo Federico di Hohenzollern-Sigmaringen |  |
|                                           |                      |                                                 |                                                |  |  |       |  |  | Antonio Luigi di Hohenzollern-Sigmaringen |  |  | Carlo Federico di Hohenzollern-Sigmaringen |  |
|                                           |                      | Giovanna di Hohenzollern-Berg                   |                                                |  |  |       |  |  | Antonio Luigi di Hohenzollern-Sigmaringen |  |  |                                            |  |
| Carlo di Hohenzollern-Sigmaringen         |                      |                                                 |                                                |  |  |       |  |  | Antonio Luigi di Hohenzollern-Sigmaringen |  |  |                                            |  |
|                                           |                      | Amalia Zefirina di Salm-Kyrburg                 | Filippo Giuseppe di Salm-Kyrburg               |  |  |       |  |  |                                           |  |  |                                            |  |
|                                           |                      | Amalia Zefirina di Salm-Kyrburg                 | Filippo Giuseppe di Salm-Kyrburg               |  |  |       |  |  |                                           |  |  |                                            |  |
|                                           |                      | Amalia Zefirina di Salm-Kyrburg                 | Maria Theresa di Hornes                        |  |  |       |  |  |                                           |  |  |                                            |  |
| Carlo Antonio di Hohenzollern-Sigmaringen |                      | Amalia Zefirina di Salm-Kyrburg                 |                                                |  |  |       |  |  |                                           |  |  |                                            |  |
|                                           |                      | Pierre Murat                                    | Pierre Murat                                   |  |  |       |  |  |                                           |  |  |                                            |  |
|                                           |                      | Pierre Murat                                    | Pierre Murat                                   |  |  |       |  |  |                                           |  |  |                                            |  |
|                                           |                      | Pierre Murat                                    | Jeanne Loubières                               |  |  |       |  |  |                                           |  |  |                                            |  |
| Maria Antonietta Murat                    |                      | Pierre Murat                                    |                                                |  |  |       |  |  |                                           |  |  |                                            |  |
|                                           |                      | Louise d'Astorg                                 | Aymeric d'Astorg                               |  |  |       |  |  |                                           |  |  |                                            |  |
|                                           |                      | Louise d'Astorg                                 | Aymeric d'Astorg                               |  |  |       |  |  |                                           |  |  |                                            |  |
|                                           |                      | Louise d'Astorg                                 | Marie Alanyou                                  |  |  |       |  |  |                                           |  |  |                                            |  |
| Carlo I di Romania                        |                      | Louise d'Astorg                                 |                                                |  |  |       |  |  |                                           |  |  |                                            |  |
|                                           | Carlo Luigi di Baden | Carlo I di Baden                                |                                                |  |  |       |  |  |                                           |  |  |                                            |  |
|                                           | Carlo Luigi di Baden | Carlo I di Baden                                |                                                |  |  |       |  |  |                                           |  |  |                                            |  |
|                                           | Carlo Luigi di Baden | Carolina Luisa d'Assia-Darmstadt                |                                                |  |  |       |  |  |                                           |  |  |                                            |  |
| Carlo II di Baden                         | Carlo Luigi di Baden |                                                 |                                                |  |  |       |  |  |                                           |  |  |                                            |  |
|                                           |                      | Amalia d'Assia-Darmstadt                        | Luigi IX d'Assia-Darmstadt                     |  |  |       |  |  |                                           |  |  |                                            |  |
|                                           |                      | Amalia d'Assia-Darmstadt                        | Luigi IX d'Assia-Darmstadt                     |  |  |       |  |  |                                           |  |  |                                            |  |
|                                           |                      | Amalia d'Assia-Darmstadt                        | Carolina del Palatinato-Zweibrücken-Birkenfeld |  |  |       |  |  |                                           |  |  |                                            |  |
| Giuseppina di Baden                       |                      | Amalia d'Assia-Darmstadt                        |                                                |  |  |       |  |  |                                           |  |  |                                            |  |
|                                           |                      | Conte Claude de Beauharnais des Roches-Baritaud | Claude de Beauharnais                          |  |  |       |  |  |                                           |  |  |                                            |  |
|                                           |                      | Conte Claude de Beauharnais des Roches-Baritaud | Claude de Beauharnais                          |  |  |       |  |  |                                           |  |  |                                            |  |
|                                           |                      | Conte Claude de Beauharnais des Roches-Baritaud | Maria Anna Francesca Mouchard                  |  |  |       |  |  |                                           |  |  |                                            |  |
| Stefania di Beauharnais                   |                      | Conte Claude de Beauharnais des Roches-Baritaud |                                                |  |  |       |  |  |                                           |  |  |                                            |  |
|                                           |                      | Claudine de Lézay-Marnésia                      | Marchese Claude de Lézay-Marnézia              |  |  |       |  |  |                                           |  |  |                                            |  |
|                                           |                      | Claudine de Lézay-Marnésia                      | Marchese Claude de Lézay-Marnézia              |  |  |       |  |  |                                           |  |  |                                            |  |
|                                           |                      | Claudine de Lézay-Marnésia                      | Marie-Claudine de Nettancourt-Vaubécourt       |  |  |       |  |  |                                           |  |  |                                            |  |
|                                           |                      | Claudine de Lézay-Marnésia                      |                                                |  |  |       |  |  |                                           |  |  |                                            |  |